# Find Me in Your Memory
Find Me in Your Memory (Hangul: 그 남자의 기억법; RR: Geu Namjaui Kieokbeop), es una serie de televisión surcoreana transmitida del 18 de marzo del 2020 hasta el 13 de mayo del 2020, a través de MBC.

## Sinopsis
La historia gira en torno a Lee Jung-hoon, un presentador de noticias a cargo del programa "News Live" (la estación de noticias número 1 de Corea) con hipertimesia (una condición de le permite tener la capacidad de recordar una enorme cantidad de experiencias de vida con vívidos detalles al año) y la joven Yeo Ha-jin, una estrella en ascenso apasionada con seis años de experiencia en la industria, que se encuentra envuelta en varias controversias sobre su capacidad y que ha olvidado los momentos más importantes de su vida.
Ambos son personas con cicatrices similares y cuando un día se conocen, emprenderán un romance doloroso y curativo.

## Reparto[9]

### Personajes principales
| Actor                                   | Personaje     | Edad | Ocupación   | N.º de episodios | Notas |
| --------------------------------------- | ------------- | ---- | ----------- | ---------------- | --- |
| Kim Dong-wook Park Si-wan Kwon Eun-sung | Lee Jung-hoon | 36   | Presentador | -                | Es el presentador de noticias del "News Live", el programa número uno de Corea, que tiene la capacidad de recordar literalmente todo. |
| Moon Ga-young                           | Yeo Ha-jin    | 30   | Actriz      | -                | Es una estrella en ascenso en las redes sociales con más de 8.4 millones de seguidores. A pesar de que debutó como modelo con 24 años y poco después comenzó a actuar, Ha-jin ha olvidado una parte importante de su pasado. Más tarde se revela que la razón de no poder recordar partes de su pasado se debe a que luego de sufrir por la muerte de su mejor amiga Jung Seo-yun, Ha-jin había pasado por una etapa obscura en su vida lo que la llevó a intentar quitarse la vida. |

### Personajes secundarios[16][17]
| Actor                    | Personaje         | Episodios donde apareció | Notas |
| ------------------------ | ----------------- | ------------------------ | --- |
| Jang Young-nam           | Choi Hee-sang     | -                        | Es la directora del departamento de noticias en "News live" (HBN). Es una mujer con mal genio, pero con una gran perspicacia. Está casada con Kim Chul-woong-                              |
| Lee Seung-joon           | Kim Chul-woong    | -                        | Es el director y líder del equipo de "News Live" (HBN). Es el esposo de Choi Hee-sang. |
| Lee Jin-hyuk             | Jo Il-kwon        | -                        | Es el encantador nuevo reportero en "News Live" (HBN). |
| Yoon Jong-hoon Oh Ja-hun | Psiq. Yoo Tae-eun | -                        | Es el mejor amigo de Lee Jung-hoon y un especialista en neuropsiquiatría. Tae-eun parece ser uno de los pocos que saben la razón por la que Yeo Ha-jin, ha perdido alguna de sus memorias. |
| Kim Seul-gi              | Yeo Ha-kyung      | -                        | Es la hermana menor y mánager de Yeo Ha-jin, a quien cuida manteniéndose a su lado. |
| Lee Soo-mi               | Park Kyung-ae     | -                        | Es la CEO de la agencia de Yeo Ha-jin. |
| Shin Joo-hyup            | Moon Chul         | -                        | Es uno de los mánager de la agencia de Yeo Ha-jin. |
| Ji Il-joo                | Ji Hyun-keun      | -                        | Es un director de cine que está enamorado y obsesionado con Yeo Ha-jin. |
| Cha Kwang-soo            | Lee Dong-young    | -                        | Es un carpintero. |
| Gil Hae-yeon             | Seo Mi-hyun       | -                        | Es una poeta. |
| Lee Joo-bin Lee Go-eun   | Jung Seo-yun      | - 5                      | Es el primer amor de Lee Jung-hoon, quien muere en un accidente. También fue muy buena amiga de Yeo Ha-jin.                                                                                |
| Kim Chang-wan            | Yoo Sung-hyuk     | -                        | Es el padre de Tae-eun, un profesor universitario que escribió una tesis sobre la condición de Lee Jung-hoon.                                                                              |
| Jang Yi-jung             | Yoo Ji-won        | -                        | Es la media hermana de Tae-eun. |
| Yoo Ji-soo               | Jin So-young      | -                        | Es la segunda esposa de Yoo Sung-hyuk así como la madre de Yoo Ji-won y madrastra de Tae-eun.                                                                                              |

### Otros personajes
| Actor       | Personaje      | N.º de episodios | Notas                                              |
| ----------- | -------------- | ---------------- | -------------------------------------------------- |
| Han Da-mi   | -              | -                | Es la asistente de dirección de "News Live" (HBN). |
| Jang In-sub | Park Soo-chang | -                | Es un reportero.                                   |
| Park Ji-won | Kim Hee-young  | -                | Es una enfermera.                                  |
| Joo Suk-tae | Moon Seung-ho  | -                | Es el acosador de Jung Seo-yeon.                   |

### Apariciones especiales
| Actor          | Personaje     | Episodio donde apareció | Notas |
| -------------- | ------------- | ----------------------- | --- |
| Kim Seon-ho    | Seo Kwang-jin | 1                       | Es un popular actor, que se ve envuelto en un escándalo romántico con Yeo Ha-jin luego de ser descubiertos juntos por los paparazzi, mientras se encuentran en el estacionamiento del edificio de Kwang-jin. |
| Rowoon         | Joo Yeo-min   | 1                       | Es un miembro de un importante grupo idol, que se ve vuelto en un escándalo romántico con Yeo Ha-jin, luego de que los paparazzi les tomaran fotos juntos mientras estaban paseando en el coche de Yeo-min.  |
| Park Sung-geun | Oh Hee-jang   | 1                       | Es el presidente de "Hwarang Department Store", quien durante una entrevista en vivo con Jung-hoon, este lo expone por abusar de su asistente personal.                                                      |
| Yura           | Go Yu-ra      | 2, 4                    | Es una actriz top que odia y siente celos por Yeo Ha-jin, por lo que cada vez que trabaja con ella la acosa.                                                                                                 |
| Hong Yoon-hwa  | Hong Yoon-hwa | 4                       | Es una reportera de "Section TV Entertainment News", quien le realiza una entrevista a Yeo Ha-jin acerca de su próxima película "My First Love".                                                             |
| Kim Ea-na      | Kim Ea-na     | 5                       | Es la presentadora del programa "Nighttime Letters", quien entrevista a Yeo Ha-jin acerca de su próxima película "My First Love".                                                                            |
| Shin Dong-mi   | Hwang So-sun  | 11                      | Es una escritora que Yeo Ha-jin admira. Hwang es una fan de Lee Jung-hoon. |
| Kim Nam-hee    | -             | 11                      | Es un director de dramas que trabaja con la escritora Hwang y que no está de acuerdo con que contraten a Yeo Ha-jin.                                                                                         |
| Yangpa         | -             | 18                      | Es una DJ de radio que recibe a Yeo Ha-jin como invitada. |
| Ok Ja-yeon     | Ms. Kang      | 30                      | Es una mujer sospechosa de estar involucrada en el asesinato de su esposo Shim Jae-chul, que es expuesta por Lee Jung-hoon.                                                                                  |
| Park Jin-woo   | Yang Jin-woo  | 31 - 32                 | Es un director de cine que elige a Yeo Ha-jin como la actriz principal en su nueva película "Find Me in Your Memory".                                                                                        |

## Episodios
La serie está conformada por 32 episodios, los cuales fueron emitidos todos los miércoles y jueves (2 episodios por día) a las 21:00 (KST).

### Raitings
Los números en color rojo indican las calificaciones más bajas, mientras que los números en azul indican las calificaciones más altas.
| Episodio | Fecha de emisión    | Participación promedio de audiencia | Participación promedio de audiencia |
| Episodio | Fecha de emisión    | AGB Nielsen                         | TNmS                                |
| -------- | ------------------- | ----------------------------------- | ----------------------------------- |
| 1        | 18 de marzo de 2020 | 3.0%                                | 3.6%                                |
| 2        | 18 de marzo de 2020 | 4.5%                                | 4.4%                                |
| 3        | 19 de marzo de 2020 | 3.5%                                | 2.8%                                |
| 4        | 19 de marzo de 2020 | 3.4%                                | 3.1%                                |
| 5        | 25 de marzo de 2020 | 3.2%                                | 2.9%                                |
| 6        | 25 de marzo de 2020 | 4.3%                                | 3.7%                                |
| 7        | 26 de marzo de 2020 | 3.3%                                | 2.9%                                |
| 8        | 26 de marzo de 2020 | 3.5%                                | 3.2%                                |
| 9        | 1 de abril de 2020  | 3.4%                                | N/A                                 |
| 10       | 1 de abril de 2020  | 4.5%                                | N/A                                 |
| 11       | 2 de abril de 2020  | 3.2%                                | N/A                                 |
| 12       | 2 de abril de 2020  | 4.0%                                | N/A                                 |
| 13       | 8 de abril de 2020  | 4.0%                                | N/A                                 |
| 14       | 8 de abril de 2020  | 5.4%                                | N/A                                 |
| 15       | 9 de abril de 2020  | 3.3%                                | N/A                                 |
| 16       | 9 de abril de 2020  | 3.9%                                | N/A                                 |
| 17       | 16 de abril de 2020 | 3.1%                                |                                     |
| 18       | 16 de abril de 2020 | 3.2%                                |                                     |
| 19       | 22 de abril de 2020 | 3.6%                                |                                     |
| 20       | 22 de abril de 2020 | 4.8%                                |                                     |
| 21       | 23 de abril de 2020 | 2.6%                                |                                     |
| 22       | 23 de abril de 2020 | 3.0%                                |                                     |
| 23       | 29 de abril de 2020 | 2.9%                                |                                     |
| 24       | 29 de abril de 2020 | 3.9%                                |                                     |
| 25       | 30 de abril de 2020 | 2.3%                                |                                     |
| 26       | 30 de abril de 2020 | 3.1%                                |                                     |
| 27       | 6 de mayo de 2020   | 3.4%                                |                                     |
| 28       | 6 de mayo de 2020   | 4.1%                                |                                     |
| 29       | 7 de mayo de 2020   | 2.6%                                |                                     |
| 30       | 7 de mayo de 2020   | 2.8%                                |                                     |
| 31       | 13 de mayo de 2020  | 2.5%                                |                                     |
| 32       | 13 de mayo de 2020  | 3.6%                                |                                     |
| Promedio | Promedio            | 3.5%                                | %                                   |

## Música

### Parte 1
| No. | Intérprete | Canción                                      | Letra        | Canción      | Duración |
| --- | ---------- | -------------------------------------------- | ------------ | ------------ | -------- |
| 1   | Jooyoung   | "Here We Are" (나의 오늘이 너의 오늘을 만나) | Lee Chi-hoon | Park Sung-il | 4:04     |
| 2   |            | "Here We Are" (Ints.)                        | -            | Park Sung-il | 4:04     |

### Parte 2
| No. | Intérprete | Canción           | Letra      | Canción    | Duración |
| --- | ---------- | ----------------- | ---------- | ---------- | -------- |
| 1   | Heo Sol-ji | "One Day" (하루)  | Geumeumdal | Geumeumdal | 4:05     |
| 2   |            | "One Day" (Inst.) | -          | -          | 4:05     |

### Parte 3
| No. | Intérprete | Canción                              | Letra              | Canción      | Duración |
| --- | ---------- | ------------------------------------ | ------------------ | ------------ | -------- |
| 1   | Yangpa     | "A Memory In My Heart" (마음의 기록) | Seo Ha-na y Yangpa | Park Sung-il | 3:47     |
| 2   |            | "A Memory In My Heart" (Inst.)       | -                  | -            | 3:47     |

### Parte 4
| No. | Intérprete | Canción               | Letra           | Canción         | Duración |
| --- | ---------- | --------------------- | --------------- | --------------- | -------- |
| 1   | Suran      | "Two People" (두사람) | Yoon Young-joon | Yoon Young-joon | 4:28     |
| 2   |            | "Two People" (Inst.)  | -               | -               | 4:28     |

### Parte 5
| No. | Intérprete              | Canción                           | Letra  | Canción       | Duración |
| --- | ----------------------- | --------------------------------- | ------ | ------------- | -------- |
| 1   | Kang Seung Sik (Victon) | "While the Memory Sleeps"         | Tybian | Tybian y Bark | 4:25     |
| 2   |                         | "While the Memory Sleeps" (Inst.) | -      | -             | 4:25     |

## Premios y nominaciones
| Año  | Categoría                                                     | Premio               | Nominado(a)                   | Resultado |
| ---- | ------------------------------------------------------------- | -------------------- | ----------------------------- | --------- |
| 2020 | Excellence Award for an Actress in a Wednesday-Thursday Drama | 39th MBC Drama Award | Kim Seul-gi                   | Ganó      |
| 2020 | Best Couple                                                   | 39th MBC Drama Award | Moon Ga-young y Kim Dong-wook | Ganaron   |
| 2020 | Best New Actor                                                | 39th MBC Drama Award | Lee Jin-hyuk                  | Nominado  |

## Producción
La serie también es conocida como "The Way He Remembers", "His Memorization Method", "Memoirs of a Man" y/o "Memoir of the Man".
Fue dirigida por Oh Hyun-jong, quien contó con el apoyo de los guionistas Kim Yoon-joo y Song Jae-jung.
La primera lectura del guion fue realizada el 12 de febrero del 2020, mientras que la conferencia de prensa fue realizada el 18 de marzo del mismo año.
La serie también contó con el apoyo de la compañía de producción "Chorokbaem Media".